# Jay Fay
Jay Fay (* Juli 1993), eigentlicher Name Joshua Fagin, ist ein US-amerikanischer DJ. Sein größter Erfolg war 2014 die Neuaufnahme seines Songs Dibby Dibby mit DJ Fresh.

## Karriere
Joshua Fagin stammt aus St. Louis und begann Schlagzeug zu lernen, bevor er 10 Jahre alt war. Mit 15 fing er an, Lieder zu mixen, und er trat als DJ auf, als er noch die Clayton High School in seiner Heimatstadt besuchte. Bekanntheit erlangte er 2011 mit der Veröffentlichung einer EP, die im viel beachteten Blog des US-DJs Diplo erwähnt wurde. Die Aufmerksamkeit verhalf ihm zu Auftritten im Vorprogramm von Musikern wie Drake, Tyga und Steve Aoki. Nach der Schule ging er für ein Journalismusstudium an die University of Missouri in Columbia. Als DJ machte er sich einen Namen von St. Louis bis Columbia und erweiterte seinen Radius bis nach Detroit.
Obwohl er bei seinen Auftritten auf eine Vielzahl von Genres setzt, gehörte Moombahton zu seinen bevorzugten Stilen. 2012 veröffentlichte er eine Moombahton-Trilogie bestehend aus drei EPs. Im Januar 2013 erschien auf der Compilation Moombahton Forever sein Song Dibby Dibby. Der britische Musiker DJ Fresh nahm sich das Stück vor und unterlegte es mit brasilianischen Beats. Zusätzlich holte er sich Ms. Dynamite für einen Gesangspart dazu. Im Herbst wurde die neue Version Dibby Dibby Sound erstmals bei Zane Low bei BBC Radio 1 gespielt und als Anfang Februar 2014 der Song als Single erschien, stieg er auf Platz 3 der UK-Charts ein. Für DJ Fresh, der zuvor schon zwei Nummer-eins-Hits gehabt hatte, war es der drittgrößte Erfolg seiner Karriere.

## Diskografie
Mixtapes und EPs
- Cover Show Mixtape (2010)[7]
- Jay Fay (2011)
- Bonkers (2012)
- $$ Oops $$ (2012)
- Mashitup (2012)

Lieder
- Dibby Dibby (2013)
- Dibby Dibby Sound (DJ Fresh versus Jay Fay featuring Ms. Dynamite, 2014)
- Trunk (Signal:Noise & Jay Fay, 2015)